# Rhyticeros plicatus
El cálao papú o cálao de Blith (Rhyticeros plicatus) es un pájaro grande que habita el dosel del bosque en Wallacea y Melanesia. Su nombre local en Tok Pisin es kokomo.
El nombre común conmemora a Edward Blyth (1810-1873), zoólogo inglés y curador del Museo de la Sociedad Asiática de Bengala.
De hasta 91 cm de longitud, el macho adulto tiene principalmente plumaje negro con una cabeza dorada o anaranjada, garganta blanca y cola blanca. Sus iris son marrón rojizo, y el ojo es rodeado por la piel azul clara desnuda. La hembra es un pájaro más pequeño, principalmente negro, con garganta blanca y cola. Ambos sexos tienen una cuenta y un casco muy grandes del color del cuerno. Los pájaros jóvenes de ambos sexos se asemejan al macho. Los adultos tienen hasta ocho veces más pálido el casco, dependiendo de la edad, mientras que los pájaros jóvenes no tienen ninguno.
En vuelo, el sonido de sus alas es fuerte y distintivo, un ruido que se ha comparado con el ruido que hace el vapor al escaparse de una locomotora de vapor. Tiene una serie de gruñidos guturales y de gran alcance y llamadas de risa.
El calao de Papúa reside en los bosques de las tierras bajas, desde el nivel del mar hasta 1.200-1.500 m ASL, en las Molucas, Nueva Guinea, el archipiélago de Bismarck, y en el extremo oriental de las islas Salomón. Es la única especie de calao nativa a Nueva Guinea, y una de las aves voladoras más grandes de la región.
Su dieta consiste principalmente en frutas, especialmente higos, ocasionalmente suplementado con insectos y otros animales pequeños.

## Subespecies
Se reconocen seis subespecies de Rhyticeros plicatus:
- Rhyticeros plicatus ruficollis - norte de las Molucas y oeste de Nueva Guinea.
- Rhyticeros plicatus plicatus - sur de las Molucas (Kelang, Ceram y  Ambon).
- Rhyticeros plicatus jungei - este de  Nueva Guinea; divagante hasta la isla Fergusson y archipiélago D'Entrecasteaux).
- Rhyticeros plicatus dampieri - archipiélago Bismarck  (Nueva Hanover, Nueva Irlanda y Nueva  Bretaña).
- Rhyticeros plicatus harterti - islas Salomón (islas Buka, Bougainville, Fauro y  Shortland).
- Rhyticeros plicatus mendanae - noroeste y centro de las islas Salomón  (de Choiseul y Vella Lavella hacia el sur hasta Malaita y Guadalcanal).